# Révolte des femmes de Lomé
La révolte du marché des femmes de Lomé est une manifestation organisée par les marchandes de brebis de Lomé les 24 et 25 janvier 1933.

## Contexte
Après la défaite de l'Allemagne à la Première Guerre mondiale, le Togo est partagé entre la France et la Grande-Bretagne. Lomé est intégrée aux colonies françaises.
Pendant la Grande Dépression, les taxes augmentent pour aider la France, et mettent en danger les classes les plus pauvres de la société. Ce sont les femmes qui s'occupent des marchés locaux, mais l'autorité coloniale commence à tenter d'organiser et de contrôler leurs activités. Cela inclut un changement de la rotation des vendeuses, qui passe de quatre à cinq jours, et de la menace d'instaurer un permis de vente et des taxes sur les revenus générés par le marché.
Les trois grands groupes politiques locaux sont l'administration française, tenue par le gouverneur Robert de Guise, le Conseil des notables, et le Duawo. Le Conseil des notables est un conseil local, créé par l'administration française et comptant 30 hommes d'influence qui expriment les besoins de la population ; le Duawo joue le rôle d'intermédiaire entre ce conseil et la population dans son ensemble.
Le 18 décembre 1932, le président des Duawo écrit directement au ministre des Colonies, passant outre au gouverneur du Togo, pour lui parler d'une possibilité de rébellion civile si la pression fiscale n'est pas allégée. En réponse, la loi entre en application le 2 janvier 1933 et les autorités arrêtent deux dirigeants du Duawo à titre préventif. Le 19 janvier 1933, une nouvelle pétition est lancée par le Conseil des notables.

## Événements déclencheurs
Le 24 janvier 1933, moins d'une heure après l'arrestation et la condamnation à 15 jours de prison des deux dirigeants du Duawo, Kobina Gharthey et Michel Johnson, les femmes des marchés de la région, parfois accompagnées de leurs enfants, convergent vers la ville de Lomé et se rassemblent devant la prison. En dansant et en chantant, elles insultent et menacent les autorités françaises et leurs collaborateurs africains. La manifestation rassemble 3 000 à 5 000 personnes, dont 80 % de femmes. Vers 17 heures, les deux prisonniers sont libérés, tandis que les maisons de notables sont prises d'assaut et maudites par des féticheuses,.
Les manifestantes partent de la prison et remontent jusqu'au Palais du Gouvernement, où elles se préparent à passer la nuit. Des pavés sont jetés et brisent les fenêtres du palais, tandis que la police tire des coups de semonce. Le matin du 25 janvier, la gare de Lomé est attaquée et des trains sont pillés, et les vitres de plusieurs bâtiments publics brisées.
Il s'agit de la première rébellion féminine, individuelle ou collective, à Lomé ; il s'agit également de la première remise en question du pouvoir français à Lomé.

## Condamnations et révoltes
Le 25 janvier, 174 tirailleurs en provenance de Côte d'Ivoire débarquent pour mater la manifestation. Plusieurs viols d'enfants de 13 à 14 ans sont recensés. Le 3 février, un tirailleur, Moussia Diarra, tue douze Togolais et en blesse trois à coups de fusil, sans motif reconnu : le gouverneur invoque « un coup de folie ».
Au cours du procès des participants aux violences et au Duawo, des villages et quartiers entiers sont reconnus coupables. Ils doivent payer collectivement des milliers de francs d'amende et effectuer plusieurs milliers de jours de travail forcé.

## Conséquences
Les femmes organisent une cérémonie d'exorcisme des marchés de Lomé, estimant que la menace des taxes aurait mis l'esprit vaudou en colère.
La révolte est souvent considérée comme le coup d'envoi du mouvement indépendantiste au Togo ainsi que comme un signe précurseur de l'émergence des mouvements nationalistes,.